# 奥勒济
奥勒济（法語：Ollezy，法語發音：[ɔlzi]）是法国上法兰西大区埃纳省的一个市镇，位于该省西北部，和索姆省接壤，属于圣康坦区。

## 地理
奥勒济（49°44'1"N, 3°8'41"E）面积5.31 平方千米，位于法国上法蘭西大區埃纳省，该省份为法国北部内陆省份，北起北部省，西接索姆省和瓦兹省，东临阿登省和马恩省，西南至塞纳-马恩省，东北部与比利时接壤。
与奥勒济接壤的市镇（或旧市镇、城区）包括：阿努瓦、屈尼、迪里、圣西蒙、索梅特-欧库尔。

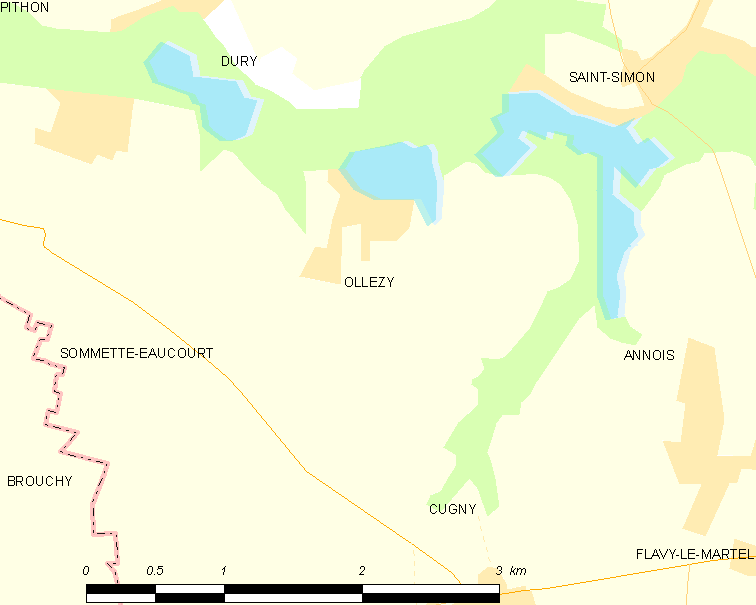
奥勒济的OSM定位图

奥勒济的时区为UTC+01:00、UTC+02:00（夏令时）。

## 行政
奥勒济的邮政编码为02480，INSEE市镇编码为02570。

## 政治
奥勒济所属的省级选区为里布蒙县。

## 人口

1962-2008年间奥勒济人口变化图示

奥勒济于2022年1月1日时的人口数量为169人。